# Prusy Nowowschodnie
Prusy Nowowschodnie (niem. Neuostpreußen) – prowincja państwa pruskiego (1795-1807) utworzona na ziemiach polskich, zagarniętych przez Prusy w III rozbiorze (1795), z wyjątkiem części terenów województw mazowieckiego i rawskiego znajdujących się na lewym brzegu Wisły, które włączono wówczas do prowincji Prusy Południowe. Powiaty mazowieckie i dobrzyńskie znajdujące się na prawym brzegu Wisły, a należące od II rozbioru do Prus Południowych, odłączono od tej prowincji i przyłączono do Prus Nowowschodnich. Ostatecznie w granicach prowincji znalazły się przedrozbiorowe: województwo płockie, ziemia dobrzyńska, część województwa mazowieckiego, znaczna część województw podlaskiego i trockiego oraz niewielka część Żmudzi. Prowincja obejmowała obszar między Wisłą, Bugiem i Niemnem o powierzchni 55 000 km² z 1 mln mieszkańców. Stolicą prowincji był Białystok.
Prusacy na zajętych terenach utworzyli dwa tymczasowe urzędy: Komisje Organizacyjne Kamer Wojny i Domen: w Płocku i Białymstoku. W 1797 roku Komisje przekształcono w kamery wojny i domen, które sprawowały władzę w departamentach (Departement der Kriegs- und Domänen-Kammer). Departamenty były zaś podzielone na powiaty. Obszar powiatów był odmienny od przedrozbiorowego. Sieć powiatów zmieniono także na obszarze przyłączonym z Prus Południowych.
Granice powiatów w większości przetrwały na obszarze Księstwa Warszawskiego i Królestwa Polskiego do czasu reformy podziału administracyjnego przeprowadzonej w 1867.

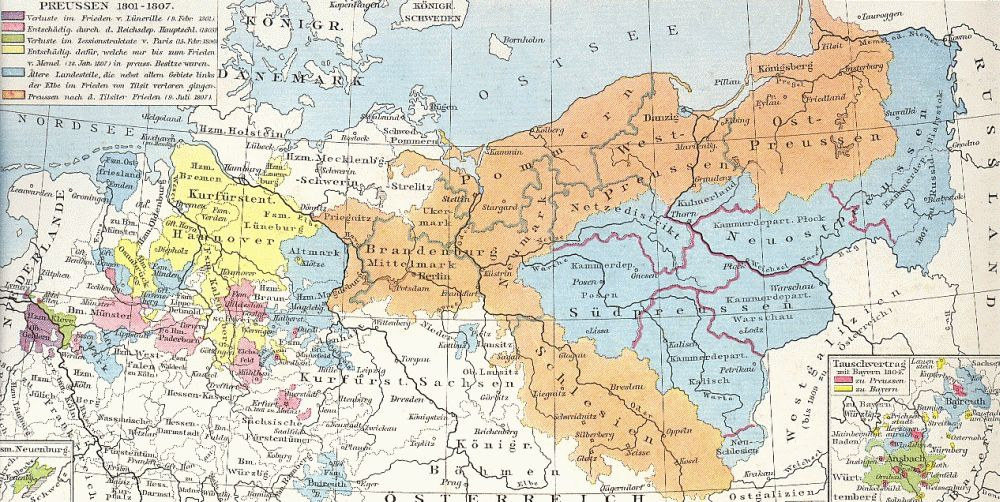
Królestwo Prus w 1806 (Prusy Nowowschodnie, Południowe i Okręg Nadnotecki zaznaczone na niebiesko)

## Podział administracyjny
Stan na 1800 rok (129 miast):
- departament białostocki (86 miast)
  - powiat białostocki (s. Białystok)
    - 10 miast: Białystok, Choroszcz, Gródek, Janów, Jasionówka, Knyszyn, Odelsk, Sokółka, Wasilków, Zabłudów (Trzcianne nie zaliczone w 1800 do miast)

  - powiat bielski (s. Bielsk)
    - 5 miast: Bielsk, Boćki, Kleszczele, Narew, Orla (Rudka nie zaliczona w 1800 do miast)

  - powiat dąbrowski (s. Dąbrowa)
    - 10 miast: Dąbrowa, Hołynka, Korycin, Kuźnica, Lipsk, Nowy Dwór, Raczki, Sidra, Sopoćkinie, Suchowola, Sztabin

  - powiat drohiczyński (s. Drohiczyn)
    - 5 miast: Ciechanowiec, Drohiczyn, Mielnik, Siemiatycze, Wysokie Mazowieckie (Niemirów nie zaliczony w 1800 do miast)

  - powiat goniądzki (s. Goniądz)
    - 10 miast: Augustów, Goniądz, Grajewo, Jedwabne, Osowiec, Radziłów, Rajgród, Szczuczyn, Wąsosz, Wizna

  - powiat kalwaryjski (s. Kalwaria)
    - 8 miast: Kalwaria, Lubów, Olita, Simno, Urdomin, Wierzbołów, Wisztyniec, Wyłkowyszki

  - powiat łomżyński (s. Łomża)
    - 6 miast: Kolno, Łomża, Nowogród, Stawiski, Śniadowo, Zambrów

  - powiat mariampolski (s. Mariampol)
    - 10 miast: Balwierzyszki, Ludwinów, Mariampol, Pilwiszki, Poniemoń, Preny, Sapieżyszki, Sudargi, Szaki, Władysławów

  - powiat suraski (s. Suraż)
    - 3 miasta: Brańsk, Suraż, Tykocin

  - powiat wigierski (s. Wigry)
    - 18 miast: Bakałarzewo, Berżniki, Filipów, Jeleniewo, Krasnopol, Lejpuny, Liszków, Łoździeje, Metele, Mirosław, Przerośl, Puńsk, Sejny, Sereje, Suwałki, Szczebra, Wiejsieje, Wiżajny

- departament płocki (43 miasta)
  - powiat lipnowski (s. Lipno)
    - 7 miast: Bobrowniki, Kikół, Lipno, Dobrzyń nad Drwęcą, Dobrzyń nad Wisłą, Rypin, Skępe

  - powiat mławski (s. Mława)
    - 8 miast: Bieżuń, Drobin, Kuczbork, Mława, Radzanów, Sierpc, Szreńsk, Żuromin

  - powiat ostrołęcki (s. Ostrołęka)
    - 7 miast: Andrzejewo, Brok, Czyżew, Myszyniec, Nur, Ostrołęka, Ostrów

  - powiat przasnyski (s. Przasnysz)
    - 5 miast: Chorzele, Ciechanów, Janowo, Niedzbórz, Przasnysz

  - powiat pułtuski (s. Pułtusk)
    - 7 miast: Maków, Nasielsk, Nowe Miasto, Pułtusk, Różan, Serock, Wyszków

  - powiat wyszogrodzki (s. Wyszogród)
    - 9 miast: Bielsk, Bodzanów, Czerwińsk, Płock, Płońsk, Raciąż, Sochocin, Wyszogród, Zakroczym

W 1807 roku (traktat tylżycki) część departamentu białostockiego (obwód białostocki) włączono do Rosji, pozostałą część departamentu białostockiego wraz z departamentem płockim do Księstwa Warszawskiego.

## Wykaz miast 1800[1]
| Herb | Miasto              | Nazwa niem. 1800          | Ludność 1800 | Departament 1800 | Powiat 1800              | Ilość dymów | Typ | Obecna lokacja |
| ---- | ------------------- | ------------------------- | ------------ | ---------------- | ------------------------ | ----------- | --- | -------------- |
|      | Mariampol           | Marienpol                 | 1178         | białostocki      | mariampolski (Marienpol) | 159         | Kr  | Litwa          |
|      | Sudargi             | Johannesburg / Sadargen   | 215          | białostocki      | mariampolski (Marienpol) | 48          | Kr  | Litwa          |
|      | Ludwinów            | Ludwinowen                | 312          | białostocki      | mariampolski (Marienpol) | 131         | Kr  | Litwa          |
|      | Władysławów         | Neustadt                  | 2320         | białostocki      | mariampolski (Marienpol) | 231         | Kr  | Litwa          |
|      | Pilwiszki           | Pilwiszken                | 333          | białostocki      | mariampolski (Marienpol) | 67          | Kr  | Litwa          |
|      | Preny               | Prenn                     | 1224         | białostocki      | mariampolski (Marienpol) | 204         | Kr  | Litwa          |
|      | Sapieżyszki         | Sapieszyszken             | 107          | białostocki      | mariampolski (Marienpol) | 32          | Kr  | Litwa          |
|      | Balwierzyszki       | Balwierzisken             | 920          | białostocki      | mariampolski (Marienpol) | 107         | Sz  | Litwa          |
|      | Poniemoń            | Poniemon                  | 480          | białostocki      | mariampolski (Marienpol) | 57          | Sz  | Litwa          |
|      | Szaki               | Szaky                     | 574          | białostocki      | mariampolski (Marienpol) | 65          | Sz  | Litwa          |
|      | Kalwaria            | Kalwary                   | 2705         | białostocki      | kalwaryjski (Kalwary)    | 440         | Kr  | Litwa          |
|      | Lubów               | Lubow                     | 425          | białostocki      | kalwaryjski (Kalwary)    | 84          | Kr  | Litwa          |
|      | Olita               | Olitta                    | 219          | białostocki      | kalwaryjski (Kalwary)    | 33          | Kr  | Litwa          |
|      | Simno               | Simno                     | 703          | białostocki      | kalwaryjski (Kalwary)    | 103         | Kr  | Litwa          |
|      | Wyłkowyszki         | Wilkowiszken              | 1804         | białostocki      | kalwaryjski (Kalwary)    | 314         | Kr  | Litwa          |
|      | Wierzbołów          | Wirballen                 | 1630         | białostocki      | kalwaryjski (Kalwary)    | 245         | Kr  | Litwa          |
|      | Wisztyniec          | Wystitten                 | 1579         | białostocki      | kalwaryjski (Kalwary)    | 187         | Kr  | Litwa          |
|      | Urdomin             | Urdomin                   | 269          | białostocki      | kalwaryjski (Kalwary)    | 50          | Sz  | Litwa          |
|      | Berżniki            | Berzniki                  | 304          | białostocki      | wigierski (Wigry)        | 68          | Kr  | Polska         |
|      | Jeleniewo           | Jeleniewo                 | 346          | białostocki      | wigierski (Wigry)        | 49          | Kr  | Polska         |
|      | Krasnopol           | Krasnopol                 | 533          | białostocki      | wigierski (Wigry)        | 105         | Kr  | Polska         |
|      | Liszków             | Liszkow                   | 249          | białostocki      | wigierski (Wigry)        | 149         | Kr  | Litwa          |
|      | Łoździeje           | Losdzeye                  | 1537         | białostocki      | wigierski (Wigry)        | 217         | Kr  | Litwa          |
|      | Metele              | Metellen                  | 297          | białostocki      | wigierski (Wigry)        | 66          | Kr  | Litwa          |
|      | Filipów             | Philippowo                | 795          | białostocki      | wigierski (Wigry)        | 120         | Kr  | Polska         |
|      | Przerośl            | Przerosl                  | 1166         | białostocki      | wigierski (Wigry)        | 230         | Kr  | Polska         |
|      | Puńsk               | Punsk                     | 583          | białostocki      | wigierski (Wigry)        | 59          | Kr  | Polska         |
|      | Sereje              | Serrey                    | 1094         | białostocki      | wigierski (Wigry)        | 215         | Kr  | Litwa          |
|      | Sejny               | Seyne                     | 516          | białostocki      | wigierski (Wigry)        | 96          | Kr  | Polska         |
|      | Suwałki             | Suwalken                  | 1184         | białostocki      | wigierski (Wigry)        | 214         | Kr  | Polska         |
|      | Szczebra            | Szczebra                  | 219          | białostocki      | wigierski (Wigry)        | 46          | Kr  | Polska         |
|      | Wiżajny             | Wizaynen                  | 946          | białostocki      | wigierski (Wigry)        | 205         | Kr  | Polska         |
|      | Bakałarzewo         | Bakalarzewo               | 405          | białostocki      | wigierski (Wigry)        | 67          | Sz  | Polska         |
|      | Lejpuny             | Leypuhnen                 | 233          | białostocki      | wigierski (Wigry)        | 42          | Sz  | Litwa          |
|      | Mirosław            | Miroslaw                  | 220          | białostocki      | wigierski (Wigry)        | 48          | Sz  | Litwa          |
|      | Wiejsieje           | Wieyszteye                | 518          | białostocki      | wigierski (Wigry)        | 85          | Sz  | Litwa          |
|      | Dąbrowa             | Dombrowa                  | 737          | białostocki      | dąbrowski (Dombrowa)     | 127         | Kr  | Polska         |
|      | Korycin             | Koryczin                  | 252          | białostocki      | dąbrowski (Dombrowa)     | 52          | Kr  | Polska         |
|      | Kuźnica             | Kuznica                   | 427          | białostocki      | dąbrowski (Dombrowa)     | 35          | Kr  | Polska         |
|      | Lipsk               | Lipsk                     | 945          | białostocki      | dąbrowski (Dombrowa)     | 256         | Kr  | Polska         |
|      | Nowy Dwór           | Nowidwor                  | 555          | białostocki      | dąbrowski (Dombrowa)     | 96          | Kr  | Polska         |
|      | Suchowola           | Suchowolla / Chodorowka   | 959          | białostocki      | dąbrowski (Dombrowa)     | 218         | Kr  | Polska         |
|      | Hołynka             | Holinka                   | 225          | białostocki      | dąbrowski (Dombrowa)     | 45          | Sz  | Białoruś       |
|      | Raczki              | Raszken                   | 766          | białostocki      | dąbrowski (Dombrowa)     | 165         | Sz  | Polska         |
|      | Sidra               | Sidra                     | 507          | białostocki      | dąbrowski (Dombrowa)     | 137         | Sz  | Polska         |
|      | Sopoćkinie          | Sopockin                  | 439          | białostocki      | dąbrowski (Dombrowa)     | 96          | Sz  | Białoruś       |
|      | Sztabin             | Stabin                    | 507          | białostocki      | dąbrowski (Dombrowa)     | 55          | Sz  | Polska         |
|      | Białystok           | Bialystock                | 3370         | białostocki      | białostocki (Bialystock) | 459         | Sz  | Polska         |
|      | Janów               | Janow                     | 691          | białostocki      | białostocki (Bialystock) | 186         | Kr  | Polska         |
|      | Knyszyn             | Knyszin                   | 1699         | białostocki      | białostocki (Bialystock) | 318         | Kr  | Polska         |
|      | Odelsk              | Odelsk                    | 601          | białostocki      | białostocki (Bialystock) | 172         | Kr  | Białoruś       |
|      | Sokółka             | Sokolka                   | 1091         | białostocki      | białostocki (Bialystock) | 225         | Kr  | Polska         |
|      | Wasilków            | Waszilkow                 | 891          | białostocki      | białostocki (Bialystock) | 184         | Kr  | Polska         |
|      | Choroszcz           | Chorocz                   | 579          | białostocki      | białostocki (Bialystock) | 122         | Sz  | Polska         |
|      | Gródek              | Groddek                   | 388          | białostocki      | białostocki (Bialystock) | 66          | Sz  | Polska         |
|      | Jasionówka          | Jasianowke                | 622          | białostocki      | białostocki (Bialystock) | 81          | Sz  | Polska         |
|      | Zabłudów            | Zabludow                  | 1409         | białostocki      | białostocki (Bialystock) | 297         | Sz  | Polska         |
|      | Bielsk              | Bielsk                    | 1733         | białostocki      | bielski (Bielsk)         | 320         | Kr  | Polska         |
|      | Kleszczele          | Kleszel                   | 1088         | białostocki      | bielski (Bielsk)         | 276         | Kr  | Polska         |
|      | Narew               | Narew                     | 425          | białostocki      | bielski (Bielsk)         | 95          | Kr  | Polska         |
|      | Boćki               | Boczki                    | 1462         | białostocki      | bielski (Bielsk)         | 223         | Sz  | Polska         |
|      | Orla                | Orla                      | 1486         | białostocki      | bielski (Bielsk)         | 241         | Sz  | Polska         |
|      | Drohiczyn           | Drohycin                  | 884          | białostocki      | drohiczyński (Drohycin)  | 173         | Kr  | Polska         |
|      | Mielnik             | Mielnik                   | 822          | białostocki      | drohiczyński (Drohycin)  | 141         | Kr  | Polska         |
|      | Ciechanowiec        | Ciechanowiec              | 2651         | białostocki      | drohiczyński (Drohycin)  | 340         | Sz  | Polska         |
|      | Siemiatycze         | Siemiatyce                | 2734         | białostocki      | drohiczyński (Drohycin)  | 319         | Sz  | Polska         |
|      | Wysokie Mazowieckie | Wysokie Masowiecki        | 864          | białostocki      | drohiczyński (Drohycin)  | 134         | Sz  | Polska         |
|      | Suraż               | Suracz                    | 709          | białostocki      | suraski (Suracz)         | 133         | Kr  | Polska         |
|      | Brańsk              | Bransk                    | 1026         | białostocki      | suraski (Suracz)         | 114         | Kr  | Polska         |
|      | Tykocin             | Tykoczin                  | 2783         | białostocki      | suraski (Suracz)         | 372         | Sz  | Polska         |
|      | Goniądz             | Goniondz                  | 1373         | białostocki      | goniądzki (Goniondz)     | 210         | Kr  | Polska         |
|      | Augustów            | Augustowo                 | 1987         | białostocki      | goniądzki (Goniondz)     | 304         | Kr  | Polska         |
|      | Radziłów            | Radzilow                  | 435          | białostocki      | goniądzki (Goniondz)     | 85          | Kr  | Polska         |
|      | Rajgród             | Raygrod                   | 889          | białostocki      | goniądzki (Goniondz)     | 195         | Kr  | Polska         |
|      | Wąsosz              | Wonsosz                   | 731          | białostocki      | goniądzki (Goniondz)     | 167         | Kr  | Polska         |
|      | Wizna               | Wyzna                     | 1098         | białostocki      | goniądzki (Goniondz)     | 197         | Kr  | Polska         |
|      | Grajewo             | Grajewo                   | 218          | białostocki      | goniądzki (Goniondz)     | 23          | Sz  | Polska         |
|      | Jedwabne            | Jedwabno                  | 481          | białostocki      | goniądzki (Goniondz)     | 52          | Sz  | Polska         |
|      | Osowiec             | Ossowiec                  | 212          | białostocki      | goniądzki (Goniondz)     | 38          | Sz  | Polska         |
|      | Szczuczyn           | Szczuczin                 | 1849         | białostocki      | goniądzki (Goniondz)     | 261         | Sz  | Polska         |
|      | Łomża               | Lomza                     | 1166         | białostocki      | łomżyński (Lomza)        | 194         | Kr  | Polska         |
|      | Kolno               | Kolno                     | 945          | białostocki      | łomżyński (Lomza)        | 171         | Kr  | Polska         |
|      | Nowogród            | Nowogrod                  | 966          | białostocki      | łomżyński (Lomza)        | 189         | Kr  | Polska         |
|      | Zambrów             | Zambrow                   | 564          | białostocki      | łomżyński (Lomza)        | 81          | Kr  | Polska         |
|      | Śniadowo            | Smlodow / Sniadow         | 705          | białostocki      | łomżyński (Lomza)        | 98          | Sz  | Polska         |
|      | Stawiski            | Stawiszken                | 1212         | białostocki      | łomżyński (Lomza)        | 173         | Sz  | Polska         |
|      | Ostrołęka           | Ostrolenka                | 1000         | płocki           | ostrołęcki (Ostrolenka)  | 278         | Kr  | Polska         |
|      | Brok                | Brok                      | 220          | płocki           | ostrołęcki (Ostrolenka)  | 111         | Sz  | Polska         |
|      | Czyżew              | Cyszewo                   | 150          | płocki           | ostrołęcki (Ostrolenka)  | 67          | Sz  | Polska         |
|      | Andrzejewo          | Jendrzejewo / Andrziejewo | 220          | płocki           | ostrołęcki (Ostrolenka)  | 96          | Sz  | Polska         |
|      | Nur                 | Nurr                      | 161          | płocki           | ostrołęcki (Ostrolenka)  | 63          | Kr  | Polska         |
|      | Ostrów              | Ostrow                    | 223          | płocki           | ostrołęcki (Ostrolenka)  | 103         | Kr  | Polska         |
|      | Myszyniec           | Myziniec                  | 110          | płocki           | ostrołęcki (Ostrolenka)  | 55          | Kr  | Polska         |
|      | Pułtusk             | Pultusk                   | 1200         | płocki           | pułtuski (Pultusk)       | 342         | Kr  | Polska         |
|      | Maków               | Makow                     | 644          | płocki           | pułtuski (Pultusk)       | 152         | Kr  | Polska         |
|      | Nasielsk            | Nasielsk                  | 160          | płocki           | pułtuski (Pultusk)       | 92          | Kr  | Polska         |
|      | Nowe Miasto         | Nowemiasto                | 130          | płocki           | pułtuski (Pultusk)       | 47          | Kr  | Polska         |
|      | Różan               | Rozan                     | 384          | płocki           | pułtuski (Pultusk)       | 65          | Kr  | Polska         |
|      | Serock              | Sierock                   | 256          | płocki           | pułtuski (Pultusk)       | 57          | Kr  | Polska         |
|      | Wyszków             | Wyszkow                   | 200          | płocki           | pułtuski (Pultusk)       | 77          | Sz  | Polska         |
|      | Przasnysz           | Przaczniz                 | 521          | płocki           | przasnyski (Przaczniz)   | 167         | Kr  | Polska         |
|      | Ciechanów           | Ciechanow                 | 433          | płocki           | przasnyski (Przaczniz)   | 132         | Kr  | Polska         |
|      | Chorzele            | Chorzellen                | 300          | płocki           | przasnyski (Przaczniz)   | 108         | Kr  | Polska         |
|      | Janowo              | Janowo                    | 540          | płocki           | przasnyski (Przaczniz)   | 159         | Kr  | Polska         |
|      | Niedzbórz           | Niecborz                  | 100          | płocki           | przasnyski (Przaczniz)   | 34          | Sz  | Polska         |
|      | Mława               | Mlawa                     | 718          | płocki           | mławski (Mlawa)          | 157         | Kr  | Polska         |
|      | Bieżuń              | Biezun                    | 360          | płocki           | mławski (Mlawa)          | 149         | Sz  | Polska         |
|      | Drobin              | Drobin                    | 360          | płocki           | mławski (Mlawa)          | 120         | Sz  | Polska         |
|      | Kuczbork            | Kuczbrock lub Kuczborg    | 100          | płocki           | mławski (Mlawa)          | 35          | Sz  | Polska         |
|      | Radzanów            | Radzanowo                 | 130          | płocki           | mławski (Mlawa)          | 54          | Sz  | Polska         |
|      | Sierpc              | Sierps                    | 400          | płocki           | mławski (Mlawa)          | 138         | Kr  | Polska         |
|      | Szreńsk             | Szrensk                   | 150          | płocki           | mławski (Mlawa)          | 77          | Sz  | Polska         |
|      | Żuromin             | Zuromin                   | 220          | płocki           | mławski (Mlawa)          | 52          | Sz  | Polska         |
|      | Wyszogród           | Wyszogrod                 | 1013         | płocki           | wyszogrodzki (Wyszogrod) | 195         | Kr  | Polska         |
|      | Bielsk              | Bielsk                    | 202          | płocki           | wyszogrodzki (Wyszogrod) | 45          | Sz  | Polska         |
|      | Bodzanów            | Bodzanowo                 | 100          | płocki           | wyszogrodzki (Wyszogrod) | 40          | Sz  | Polska         |
|      | Czerwińsk           | Czerwinsk                 | 290          | płocki           | wyszogrodzki (Wyszogrod) | 77          | Kr  | Polska         |
|      | Płock               | Plock                     | 1500         | płocki           | wyszogrodzki (Wyszogrod) | 421         | Kr  | Polska         |
|      | Płońsk              | Plonsk                    | 601          | płocki           | wyszogrodzki (Wyszogrod) | 108         | Kr  | Polska         |
|      | Raciąż              | Raciandz                  | 190          | płocki           | wyszogrodzki (Wyszogrod) | 62          | Sz  | Polska         |
|      | Sochocin            | Suchoczin                 | 199          | płocki           | wyszogrodzki (Wyszogrod) | 42          | Kr  | Polska         |
|      | Zakroczym           | Zakroczim                 | 292          | płocki           | wyszogrodzki (Wyszogrod) | 69          | Kr  | Polska         |
|      | Lipno               | Lipno                     | 488          | płocki           | lipnowski (Lipno)        | 88          | Kr  | Polska         |
|      | Bobrowniki          | Bobrownik                 | 100          | płocki           | lipnowski (Lipno)        | 61          | Kr  | Polska         |
|      | Dobrzyń nad Wisłą   | Dobrzyn an der Weichsel   | 830          | płocki           | lipnowski (Lipno)        | 162         | Kr  | Polska         |
|      | Dobrzyń nad Drwęcą  | Dobrzyn an der Drewenz    | 150          | płocki           | lipnowski (Lipno)        | 43          | Sz  | Polska         |
|      | Kikół               | Kikol                     | 200          | płocki           | lipnowski (Lipno)        | 64          | Sz  | Polska         |
|      | Rypin               | Rypin                     | 250          | płocki           | lipnowski (Lipno)        | 72          | Kr  | Polska         |
|      | Skępe               | Skompe                    | 320          | płocki           | lipnowski (Lipno)        | 85          | Sz  | Polska         |